# 26.ª División (Ejército Popular de la República)
La 26.ª División fue una de las divisiones del Ejército Popular que luchó a favor del bando republicano durante la guerra civil española. Se formó a partir de la columna «Durruti», dirigida por Ricardo Sanz —desde que sustituyera al ya fallecido Durruti—, que acabó aceptando su militarización. Estaba compuesta mayoritariamente por antiguos milicianos anarquistas.

## Orígenes
La división fue creada el 28 de abril de 1937, en el frente de Aragón. Estuvo constituida durante toda la guerra por las brigadas mixtas 119.ª, 120.ª y 121.ª. Estas brigadas anteriormente correspondían a los regimientos 1.º, 2.º y 3.º de la división «Durruti» —sucesora de la columna «Durruti»—, embrión de la posterior División. La unidad quedó encuadrada en el XI Cuerpo de Ejército, formación en la que se mantuvo integrada a lo largo de toda la guerra.

## Historial de operaciones
Recién creada la división, tuvieron lugar los Sucesos de Mayo en Barcelona, durante los cuales varias unidades de la nueva 26.ª División se congregaron en Barbastro para emprender la marcha sobre Barcelona. No obstante, al oír la alocución radiada por el líder anarquista y ministro de justicia, García Oliver, permanecieron en sus puestos. Más tarde, entre agosto y septiembre algunas unidades de la división llegaron a participar en la ofensiva de Zaragoza, donde tuvieron una actuación deficiente. En particular, este sería el caso de la 119.ª Brigada Mixta, la cual, en opinión del general internacional Emilio Kléber, «no servía para nada».
En marzo de 1938 le sorprendió la Ofensiva franquista en Aragón, donde se vio completamente desbordada. Aunque en un principio logró mantener sus posiciones, el hundimento del frente defendido por la 44.ª División y la XI Brigada Internacional dejó gravemente expuesto el flanco sur de la 26.ª División; con posterioridad los franquistas también atacaron en el flanco norte. Ante el riesgo de quedar cercados, el comandante de la unidad ordenó la retirada. Continuaría su retirada hasta alcanzar el río Segre, ya en Cataluña. Quedó situada en el frente del Segre, donde participó en los combates por la cabeza de puente de Balaguer, en el mes de mayo. Aunque la división se mantuvo guarneciendo la línea del Segre durante el resto del año 1938, uno de los batallones de la 120.ª Brigada Mixta llegó a estar presente en la batalla del Ebro.
Durante los primeros días de la Campaña de Cataluña la división mantuvo sus posiciones en la cabeza de puente de Tremp, donde, el 2 de enero de 1939, quedarían gravemente quebrantadas sus brigadas 120.ª y 121.ª, que tuvieron que ser retiradas para su reorganización; la 121.ª, no obstante, fue especialmente felicitada por su actuación durante los combates. Después de esto, los restos de la división se unieron a la atropellada retirada hacia la frontera francesa.

## Participación en la Segunda Guerra Mundial
Posteriormente algunos de sus miembros pasaron por los campos de concentración franceses y algunos fueron incorporados a la fuerza en el Ejército francés durante la Segunda Guerra Mundial, siendo los primeros en entrar en París en 1944 para liberar a la ciudad. El primer semioruga que entró en la capital francesa tras la ocupación nazi se llamaba "Guadalajara", dentro del cual había varios miembros de la antigua división. Se trataba de la 9.ª Compañía Blindada de la 2.ª División blindada de la Francia Libre (conocida por su nombre en español La nueve o La Española).

## Mandos
Comandantes en Jefe
- Teniente coronel de milicias Ricardo Sanz García;[11][12]

Comisarios
- Ricardo Rionda Castro, de la CNT;[13]
- Pedro Pey Sardá, de la CNT;[1]

Jefes de Estado Mayor
- Comandante de infantería Ramón Rodríguez Bozmediano;[1]
- Comandante de infantería Pedro Cervera Serreta;